# Vladimir Micov
Vladimir Micov (Servisch: Владимир Мицов) (Belgrado, 16 april 1985) is een Servisch basketballer die uitkomt voor Galatasaray. Hij speelde in de nationale jeugdteams van Joegoslavië en Servië en Montenegro. Op het WK basketbal 2014 kwam hij uit voor het Servische nationale basketbalteam, dat in de finale verloor van het Amerikaans basketbalteam. Eerder kwam hij uit voor KK Rode Ster Belgrado, KK Partizan, Saski Baskonia en PBK CSKA Moskou.